# 전주 이씨 영해군파 묘역
전주 이씨 영해군파 묘역(全州 李氏 寧海君派 墓域)은 조선 15세기의 종친 영해군 일가의 묘역과 석물이 소재해 있다. 영춘군 이인의 신도비 등이 있다. 
1997년 12월 31일 서울특별시의 유형문화재 제106호 이인신도비(李仁神道碑)로 지정되었다가, 2008년 10월 30일 현재의 명칭으로 변경되었다.

## 개요
영춘군 이인은 세종의 아홉 번째 지자인 영해군 이당의 아들이다. 1465년 출생으로 자는 자정이며, 어머니는 좌찬성에 추증된 신윤동의 딸이다. 어려서 외할머니 이씨의 손에 자랐으며 행동거지에 법도가 있었다고 한다. 열살 때 정의대부의 군에 봉해졌고, 그 뒤 사옹원 제조를 지냈으며 숭헌대부에 올랐다.
1506년 큰아들 완천부정 이기의 사건에 연좌되어 부자·형제가 모두 유배당했는데, 그는 남해에 정배되었다. 수개월 뒤 중종반정으로 풀려나 복직되었고 정국원종공신에 올랐다. 1507년 4월 27일 사망하였으며, 그 해 8월 임신일에 도봉산 남쪽에 장사지냈다. 시호는 목성이다.
비는 1509년 9월에 건립된 것으로 상하 2단의 받침돌 위에 대좌를 얹고 그 위에 백일석으로 만든 비신과 이수를 얹은 형태이다. 대좌에는 연꽃잎 무늬와 안상을 새겼고, 이수에는 여의주를 다투는 쌍룡을 비대칭적으로 새긴 점이 특이하다. 16세기 초기를 대표하는 석비로서 임당정공신도비 등 17세기 석비의 선례가 된다. 비문은 큰아들 이기의 부탁으로 첨지중추부사 남곤이 지었고 글씨는 승정원 주서 김희수가 썼다. 머리전서도 김희수가 쓴 것으로 여겨진다.

## 현지 안내문
이곳에는 세종의 아홉째 아들인 영해군 이담을 비롯한 그의 장인과 후손들의 묘역이 있다. 영해군은 세종과 후궁 신빈김씨 사이에서 태어났다. 
이들 묘역군에는 크게 동쪽 능선에 영해군을 비롯하여 장인 신찬성공 윤동, 차남 김안도정 의, 손자 완천군 희와 강녕군 기, 종손 부원정 이 등의 묘역과 묘주 미상의 묘역이 두루 남아 있다. 영춘군 이인의 신도비는 1509년(중종 4)에 건립되었는데, 비문 중에 있는 "도봉", "노원" 등의 지명은 금석문에 나타난 최초의 지명으로 추정되고 있어 가치를 더하고 있다. 검티중추부사 남곤이 비문을 지었고, 해서체의 당대 최고로 평가받던 승정원주서 김희수가 글씨를 썼다. 이들 묘역은 왕손 묘역의 묘제와 석물의 변천과정을 살펴볼 수 았는 중요한 문화재다

## 같이 보기
- 호안공 이등과 의령옹주 묘역

## 참고 문헌
- 전주 이씨 영해군파 묘역 - 국가유산청 국가유산포털
- 본 문서에는 서울특별시에서 지식공유 프로젝트를 통해 퍼블릭 도메인으로 공개한 저작물을 기초로 작성된 내용이 포함되어 있습니다.